# Politiezone Aalter/Maldegem
De Politiezone Aalter/Maldegem is een Belgische politiezone gelegen in de provincie Oost-Vlaanderen, die bestaat uit de gemeenten Aalter en Maldegem.
De politiezone is het resultaat van een fusie, doorgegaan op 1 januari 2024, van de politiezones Aalter en Maldegem.
Het hoofdkantoor is gelegen te Stationsstraat 164 in Aalter. Daarnaast is er een politiepost in het voormalige commissariaat van Maldegem en zijn er contactpunten in Knesselare en het gemeentehuis van Maldegem.
De korpschef van de politiezone is hoofdcommissaris Peter Ponnet.